# Can U Get wit It
Can U Get Wit It foi o primeiro single do álbum Usher, de Usher. A canção alcançou a quinquagésima nona colocação na parada estadunidense Billboard Hot 100, e no Reino Unido a nonagésima primeira. A canção foi produzida por DeVante Swing da banda Jodeci.

## Faixas e formatos
| United States Vinil |                                           |         |  |
| N.º                 | Título                                    | Duração |  |
| 1.                  | "Can U Get Wit It (versão Extended Edit)" | 6:58    |  |
| 2.                  | "Can U Get Wit It (versão de álbum)"      | 4:56    |  |
| 3.                  | "Can U Get Wit It (versão instrumental)"  | 4:58    |  |
| 4.                  | "Can U Get Wit It (versão TV Track)"      | 5:00    |  |

| United Kingdom Vinil Promo |                                                  |         |  |
| N.º                        | Título                                           | Duração |  |
| 1.                         | "Can U Get Wit It (versão de rádio)"             | 4:15    |  |
| 2.                         | "Can U Get Wit It (versão de rádio alternativa)" | 4:14    |  |
| 3.                         | "Can U Get Wit It (versão Gangsta Lean Edit)"    | 5:49    |  |
| 4.                         | "Can U Get Wit It (versão Extended Edit)"        | 6:58    |  |

## Posições
| País           | Tabelas musicais (1994)     | Melhor posição |
| -------------- | --------------------------- | -------------- |
| Reino Unido    | UK Singles Chart            | 91             |
| Estados Unidos | Billboard R&B/Hip-Hop Songs | 13             |
| Estados Unidos | Billboard Hot 100           | 59             |